# میلاد نصرتی
میلاد نصرتی (زادهٔ ۲۵ اسفند ۱۳۶۸ در کرج ) بازیکن اسبق فوتبال اهل ایران است که در پست هافبک برای باشگاه‌های فوتبال راه‌آهن، تراکتورسازی، سایپا و داماش گیلان در لیگ برتر خلیج فارس بازی می‌کرد.